# Al-Isaba fi tamyiz al Sahaba
Al-Isaba fi tamyiz al Sahaba (en arabe : الإصابة في تمييز الصحابة) est un dictionnaire biographique composé au XVe siècle, ayant pour sujets Mahomet, ses compagnons et compagnonnes et les tabioune, avec un commentaire des hadiths. Après Al-Fath'ul Bâri, il s'agit de l’œuvre majeure de Ibn Hajar al-Asqalani, commencée en 1406 et finie dans les années 1440.

## Genèse
Al-Asaqalani commence son Al-Isaba en 1406. Il utilisera plus de 940 ouvrages afin de recueillir les meilleures informations, et termine son œuvre quarante ans plus tard, après en avoir écrit trois brouillons. Al-Isaba contient environ 12 300 biographies, en comptant les doublons, mais il se peut que la version actuelle ne soit pas complète. 

## Composition
Al-Isaba se compose de quatre volumes, dont chacun compte quatre chapitres. Al-Asqalani a généralement donné des informations complètes sur chaque compagnon (nom, lignage, tribu, date de naissance et de décès, personnalité, etc.) avec sources à l'appui, qu'il prend le temps de critiquer.

## Réception
Al-Isaba a été très bien accueillit en son temps, et au XXIe siècle, il reste une référence majeure pour les biographies traditionnelles des premières générations de l'islam.

## Édition
La première édition imprimée date de 1856 à Calcutta, et on compte ensuite trois éditions au Caire (1939, 1969, 1970).